# UPM (企業)
UPMキュンメネ株式会社（フィンランド語: UPM-Kymmene Oyj、略称UPM）は、フィンランド・ヘルシンキに本社を置き、世界45カ国に現地法人、世界12カ国に生産拠点を持つ林産企業である。日本法人はUPMキュンメネ・ジャパン株式会社。ナスダック・ヘルシンキに上場しており、OMXヘルシンキ25銘柄の一つである。

## 沿革
1996年にキュンメネ社（1986年設立）とレポラ社（1991年設立）をはじめとする数社が合併し、ユナイテッド・ペーパー・ミルズ(United Paper Mills)が発足した。社の歴史を辿ると、15世紀後半の北フランスのドッセル製紙工場まで遡ることができる。2012年、RFID事業をオランダのSmartrac N.V.に売却した。
製紙業における2015年度の売上高は世界第6位であり、フィンランド国内に本社を持つとしては1位である。国別ではドイツが最大の売上を持ち、他に北米、イギリス、フィンランド等で大きな売上を有している。
林産企業として行われてきた製紙・製材業に加えて、粘着ラベル原反や、バイオマスやバイオケミカルを併用した幅広い製品の開発を行っている。

## 日本におけるUPM
1975年にUPMの代理店が設けられ、1980年に株式会社化、2004年にUPMの組織編成に伴い「UPMキュンメネ・ジャパン株式会社」（UPM-Kymmene Japan K.K.）となった。現在は東京（永田町）にオフィスを、仙台市に営業所を持ち、出版・カタログ用紙、特殊紙、粘着ラベル原反などの紙製品や木材製品を取り扱っている。